# Lubunca

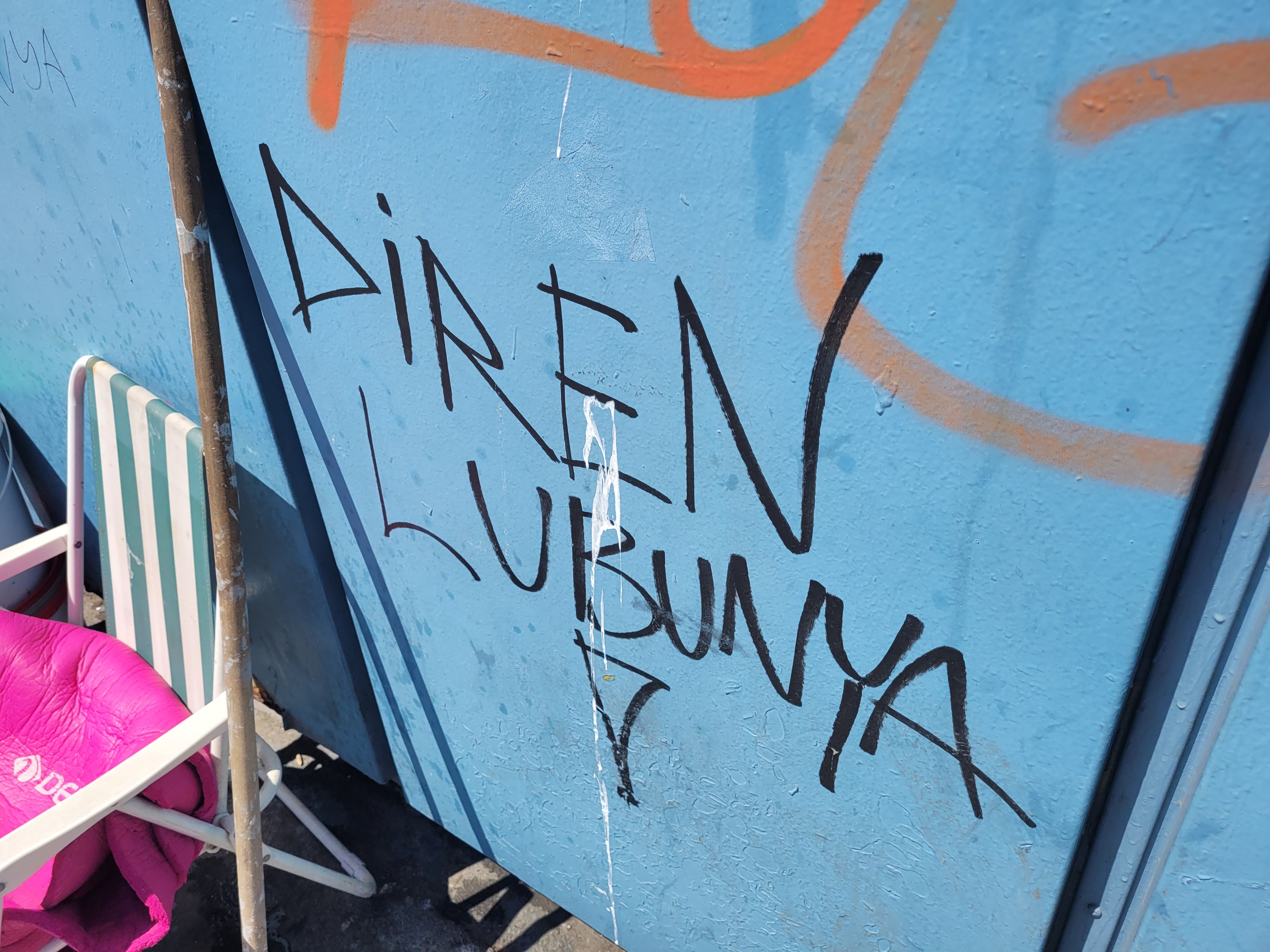
Grafiti hallado en Estambul con el mensaje «DIREN LUBUNYA» (en español: «personas queer, resistid»)

El lubunca, labunca o lubunyaca es una jerga secreta utilizada por trabajadores sexuales y por la comunidad LGBT+ en Turquía. El término proviene de la raíz lubni, que en romaní significa «prostituta».

## Contexto
El lubunca deriva de la jerga utilizada por el pueblo romaní. Contiene términos de otros idiomas, incluidos el griego, el árabe, el armenio y el francés.
Lubunca es una jerga de aproximadamente cuatrocientas palabras que era hablada por los köçeks y tellaks entre los siglos XVII y XVIII. Posteriormente fue adoptado y desarrollado por travestis de la comunidad turca. Se cree que fue desarrollado para evitar la persecución y poder comunicarse en secreto en áreas públicas. Se ha utilizado desde finales de la era otomana.

## Ejemplos
En Lubunca, manti significa “agradable” o “hermoso”. Balamoz describe a los ancianos. Madilik significa 'mal' y gullüm significa 'diversión'.